# Veauche
Veauche est une commune française située dans le département de la Loire, en région Auvergne-Rhône-Alpes.
Ses habitants sont les Veauchois.

## Géographie
Veauche fait partie du Forez.
Communes limitrophes :

### Situation
La ville de Veauche se situe au sud de la plaine du Forez dans la Loire en Auvergne-Rhône-Alpes, à 27 km de sa sous-préfecture, Montbrison, et à
19 km de sa préfecture, Saint-Étienne.
Veauche est une ville de France située le plus à l'est sur le cours de la Loire.
La commune a deux centres : le centre bourg, dont l'histoire remonte au Moyen-Âge, se situe en bordure du fleuve Loire sur 3 km, et le centre de la cité Saint-Laurent, plus récent, avec la gare SNCF et l'usine verrerie.

### Climat
Pour des articles plus généraux, voir Climat d'Auvergne-Rhône-Alpes et Climat de la Loire.
En 2010, le climat de la commune est de type climat océanique dégradé des plaines du Centre et du Nord, selon une étude du Centre national de la recherche scientifique s'appuyant sur une série de données couvrant la période 1971-2000. En 2020, Météo-France publie une typologie des climats de la France métropolitaine dans laquelle la commune est exposée à un climat de montagne ou de marges de montagne et est dans la région climatique  Nord-est du Massif Central, caractérisée par une pluviométrie annuelle de 800 à 1 200 mm, bien répartie dans l’année.
Pour la période 1971-2000, la température annuelle moyenne est de 10,9 °C, avec une amplitude thermique annuelle de 16,8 °C. Le cumul annuel moyen de précipitations est de 679 mm, avec 8 jours de précipitations en janvier et 6,4 jours en juillet. Pour la période 1991-2020, la température moyenne annuelle observée sur la station météorologique de Météo-France la plus proche, « Saint-Étienne-Bouthéon », sur la commune d'Andrézieux-Bouthéon à 4 km à vol d'oiseau, est de 11,9 °C et le cumul annuel moyen de précipitations est de 728,3 mm,. Pour l'avenir, les paramètres climatiques de la commune estimés pour 2050 selon différents scénarios d'émission de gaz à effet de serre sont consultables sur un site dédié publié par Météo-France en novembre 2022.
| Mois                                  | jan.             | fév.             | mars             | avril           | mai             | juin            | jui.           | août           | sep.            | oct.            | nov.             | déc.             | année      |
| ------------------------------------- | ---------------- | ---------------- | ---------------- | --------------- | --------------- | --------------- | -------------- | -------------- | --------------- | --------------- | ---------------- | ---------------- | ---------- |
| Température minimale moyenne (°C)     | 0,3              | 0,2              | 2,6              | 5               | 9               | 12,6            | 14,4           | 14,2           | 10,7            | 8,1             | 3,7              | 1,1              | 6,8        |
| Température moyenne (°C)              | 3,8              | 4,5              | 7,8              | 10,7            | 14,6            | 18,5            | 20,7           | 20,6           | 16,4            | 12,7            | 7,6              | 4,6              | 11,9       |
| Température maximale moyenne (°C)     | 7,3              | 8,8              | 13,1             | 16,3            | 20,3            | 24,5            | 26,9           | 26,9           | 22,2            | 17,3            | 11,4             | 8                | 16,9       |
| Record de froid (°C) date du record   | −25,6 04.01.1971 | −22,5 11.02.1956 | −13,9 08.03.1971 | −7,4 08.04.21   | −3,9 01.05.1976 | −0,6 03.06.1962 | 2,9 01.07.1972 | 1,1 26.08.1966 | −2,6 26.09.1972 | −6,2 30.10.1950 | −10,6 26.11.1955 | −18,6 22.12.1963 | −25,6 1971 |
| Record de chaleur (°C) date du record | 20 10.01.15      | 23,2 24.02.1990  | 26,4 25.03.1981  | 28,8 16.04.1949 | 33,7 13.05.15   | 38 27.06.19     | 41,1 07.07.15  | 40,9 24.08.23  | 36 13.09.1987   | 32,4 02.10.23   | 25,2 09.11.1985  | 20,2 25.12.1983  | 41,1 2015  |
| Ensoleillement (h)                    | 814              | 1 086            | 1 623            | 1 862           | 2 137           | 2 407           | 2 751          | 2 591          | 1 932           | 1 347           | 876              | 758              | 20 184     |
| Précipitations (mm)                   | 38,3             | 30,3             | 33,9             | 55              | 81,5            | 80,8            | 77,2           | 72,8           | 70,3            | 76,2            | 73               | 39               | 728,3      |

## Urbanisme

### Typologie
Au 1er janvier 2024, Veauche est catégorisée ceinture urbaine, selon la nouvelle grille communale de densité à sept niveaux définie par l'Insee en 2022.
Elle appartient à l'unité urbaine de Saint-Just-Saint-Rambert, une agglomération intra-départementale regroupant douze  communes, dont elle est ville-centre,,. Par ailleurs la commune fait partie de l'aire d'attraction de Saint-Étienne, dont elle est une commune de la couronne,. Cette aire, qui regroupe 105 communes, est catégorisée dans les aires de 200 000 à moins de 700 000 habitants,.

## Histoire
À l'époque médiévale, la ville apparaît d'abord sous le nom de Velchia. Il ne prendra sa forme actuelle qu'au milieu du XVIe siècle après le décret de François Ier imposant l'usage du français comme langue officielle sur tout le territoire. On retrouve les premières traces de la commune aux environs de l'an 1000, dans une donation de l'église Saint-Pierre (dont on a fêté symboliquement le millénaire en 1995) aux moines bénédictins de Savigny.
L'origine de la commune n'est certainement pas étrangère non plus à l'existence d'une très ancienne voie de communication probablement d'origine romaine ou même plus ancienne allant de Feurs à Saint-Rambert, ainsi que d'un gué sur la Loire permettant le passage dans le sens Saint-Galmier à Montbrison.

## Politique et administration

### Liste des maires
| Période | Période  | Identité                           | Étiquette   | Qualité |
| ------- | -------- | ---------------------------------- | ----------- | ------- |
| 1792    | 1794     | Barthélémy Poyet                   |             |         |
| 1794    | 1797     | Jean Jullien                       |             |         |
| 1797    | 1798     | Étienne Gord                       |             |         |
| 1798    | 1799     | Antoine Ragey                      |             |         |
| 1799    | 1800     | Claude Cambray                     |             |         |
| 1800    | 1807     | Denis Caire                        |             |         |
| 1807    | 1808     | Jean-Louis Thiollière La Garinière |             |         |
| 1808    | 1808     | Jean-Baptiste Lassablière          |             |         |
| 1808    | 1815     | Jean-François Angénieux            |             |         |
| 1815    | 1827     | François Gendre                    |             |         |
| 1827    | 1834     | Jean-François Angénieux            |             |         |
| 1834    | 1843     | François Gendre                    |             |         |
| 1843    | 1845     | François Fonvieille                |             |         |
| 1845    | 1848     | Antoine Cambray                    |             |         |
| 1848    | 1852     | Claude Achard                      |             |         |
| 1852    | 1855     | Lazare Meuley                      |             |         |
| 1855    | 1860     | François Fonvieille                |             |         |
| 1860    | 1870     | Jean Flachon                       |             |         |
| 1870    | 1881     | Barthélémy Villemagne              |             |         |
| 1881    | 1884     | Max de Saint-Genest                |             |         |
| 1884    | 1888     | Barthélémy Villemagne              |             |         |
| 1888    | 1917     | Max de Saint-Genest                |             |         |
| 1917    | 1919     | Antoine Michalon                   |             |         |
| 1919    | 1926     | Jacques Raffin                     |             |         |
| 1926    | 1932     | Antoine Paccard                    |             |         |
| 1932    | 1940     | Henri Planchet                     |             |         |
| 1940    | 1943     | Mathieu Caire                      |             |         |
| 1943    | 1944     | Paul-Daniel Ponthus                |             |         |
| 1944    | 1947     | Henri Planchet                     |             |         |
| 1947    | 1972     | Émile Pelletier                    | DVD         |         |
| 1972    | 1995     | Henri Bayard                       | RI puis UDF |         |
| 1995    | 2001     | Alain Pomès                        | PS          |         |
| 2001    | 2008     | Raymond Chancrin                   | DVD         |         |
| 2008    | 2017     | Monique Girardon                   | DVD         |         |
| 2017    | 2020     | Christian Sapy                     |             |         |
| 2020    | En cours | Gérard Dubois                      | DVC         |         |

## Démographie
L'évolution du nombre d'habitants est connue à travers les recensements de la population effectués dans la commune depuis 1793. Pour les communes de moins de 10 000 habitants, une enquête de recensement portant sur toute la population est réalisée tous les cinq ans, les populations de référence des années intermédiaires étant quant à elles estimées par interpolation ou extrapolation. Pour la commune, le premier recensement exhaustif entrant dans le cadre du nouveau dispositif a été réalisé en 2007.

En 2022, la commune comptait 8 984 habitants, en évolution de +0,74 % par rapport à 2016 (Loire : +1,32 %, France hors Mayotte : +2,11 %).
| 1793 | 1800 | 1806 | 1821 | 1831 | 1836 | 1841 | 1846 | 1851 |
| ---- | ---- | ---- | ---- | ---- | ---- | ---- | ---- | ---- |
| 500  | 366  | 416  | 512  | 485  | 577  | 574  | 540  | 663  |

| 1856 | 1861 | 1866 | 1872 | 1876 | 1881 | 1886  | 1891  | 1896  |
| ---- | ---- | ---- | ---- | ---- | ---- | ----- | ----- | ----- |
| 678  | 747  | 780  | 685  | 701  | 748  | 1 620 | 1 885 | 2 130 |

| 1901  | 1906  | 1911  | 1921  | 1926  | 1931  | 1936  | 1946  | 1954  |
| ----- | ----- | ----- | ----- | ----- | ----- | ----- | ----- | ----- |
| 2 479 | 2 485 | 2 660 | 2 279 | 2 511 | 2 770 | 2 563 | 2 325 | 2 586 |

| 1962  | 1968  | 1975  | 1982  | 1990  | 1999  | 2006  | 2007  | 2012  |
| ----- | ----- | ----- | ----- | ----- | ----- | ----- | ----- | ----- |
| 2 874 | 3 197 | 4 027 | 5 706 | 7 282 | 8 061 | 8 276 | 8 307 | 8 619 |

| 2017  | 2022  | - | - | - | - | - | - | - |
| ----- | ----- | - | - | - | - | - | - | - |
| 8 984 | 8 984 | - | - | - | - | - | - | - |

## Culture locale et patrimoine

### Lieux et monuments
- Église Saint Pancrace (XIIe siècle et XVIe siècle, classée MH en 1949[18]) : datée du XIIe siècle pour ses parties les plus anciennes, elle a été reconstruite en grande partie dans la première moitié du XVIe siècle, notamment la nef et le chœur[19]. Depuis les reconstructions de la Renaissance, l'église mêle le style roman (l'art préroman a été évoqué) et le style gothique. Plusieurs éléments mobiliers du XVIe siècle se trouvent encore dans l'église, pour certains protégés au titre des monuments historiques : la piscine (1519), le bénitier (1555) et les cloches (1572) aux armes de France[18]. Dépendante de l'abbaye de Savigny autour de l'an mil[20], l'église relève à partir du XIIe siècle de l'abbaye d'Ainay et ce jusqu'à la Révolution[20]. Elle semble avoir été également été l'église d'un petit prieuré dans l'emprise du castrum de Veauche. Installée sur le rebord d'une falaise dite la Balme, l'église est remarquable pour ses chapiteaux à l'intérieur de la nef, témoins de l'art roman en Forez.
- Église Saint-Laurent (XIXe siècle)
- Château de la Plagne (XIXe siècle)

C'est à Veauche qu'a été installée la toute première succursale de Casino, en 1898.
Est implantée à Veauche la fabrique d'armes de chasse et de sport Humbert, qui fait partie du groupe italien Beretta.[réf. nécessaire]

### Vie et transports
Veauche bénéficie d'une gare SNCF régionale TER, située à Saint-Laurent-de-Veauche, Cette gare constitue un pôle d'attraction pour les habitants des nombreuses communes des alentours, éprouvant le besoin de se déplacer sur l'axe Saint-Étienne - Roanne. Cet axe constitue un lien vital entre le nord et le sud du département et participe au développement des zones limitrophes des grandes métropoles de la Loire.

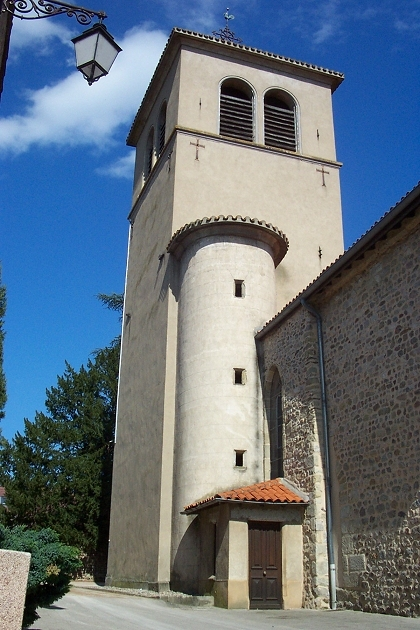
Église du bourg, côté entrée.
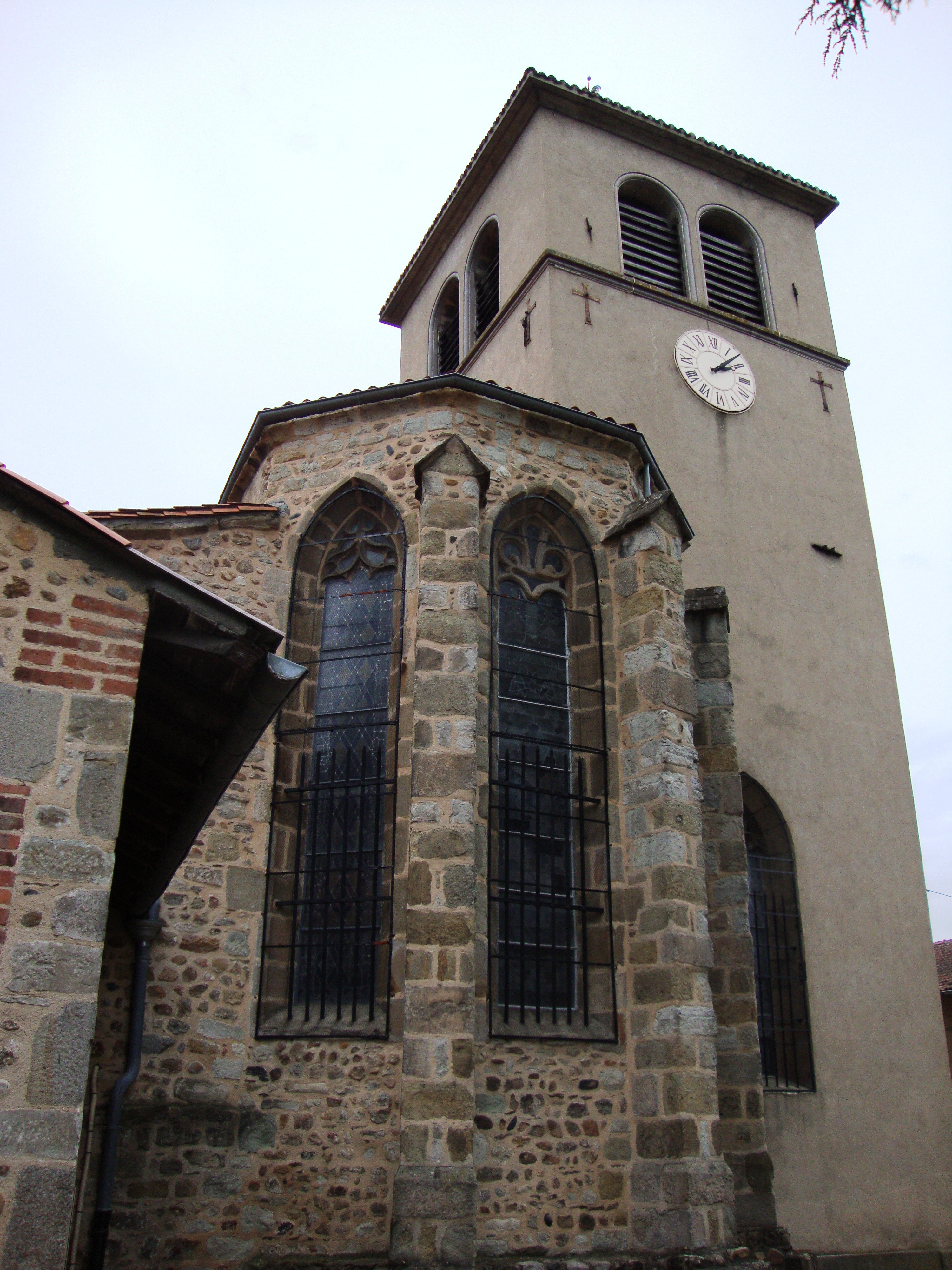
Église du bourg, côté chevet.
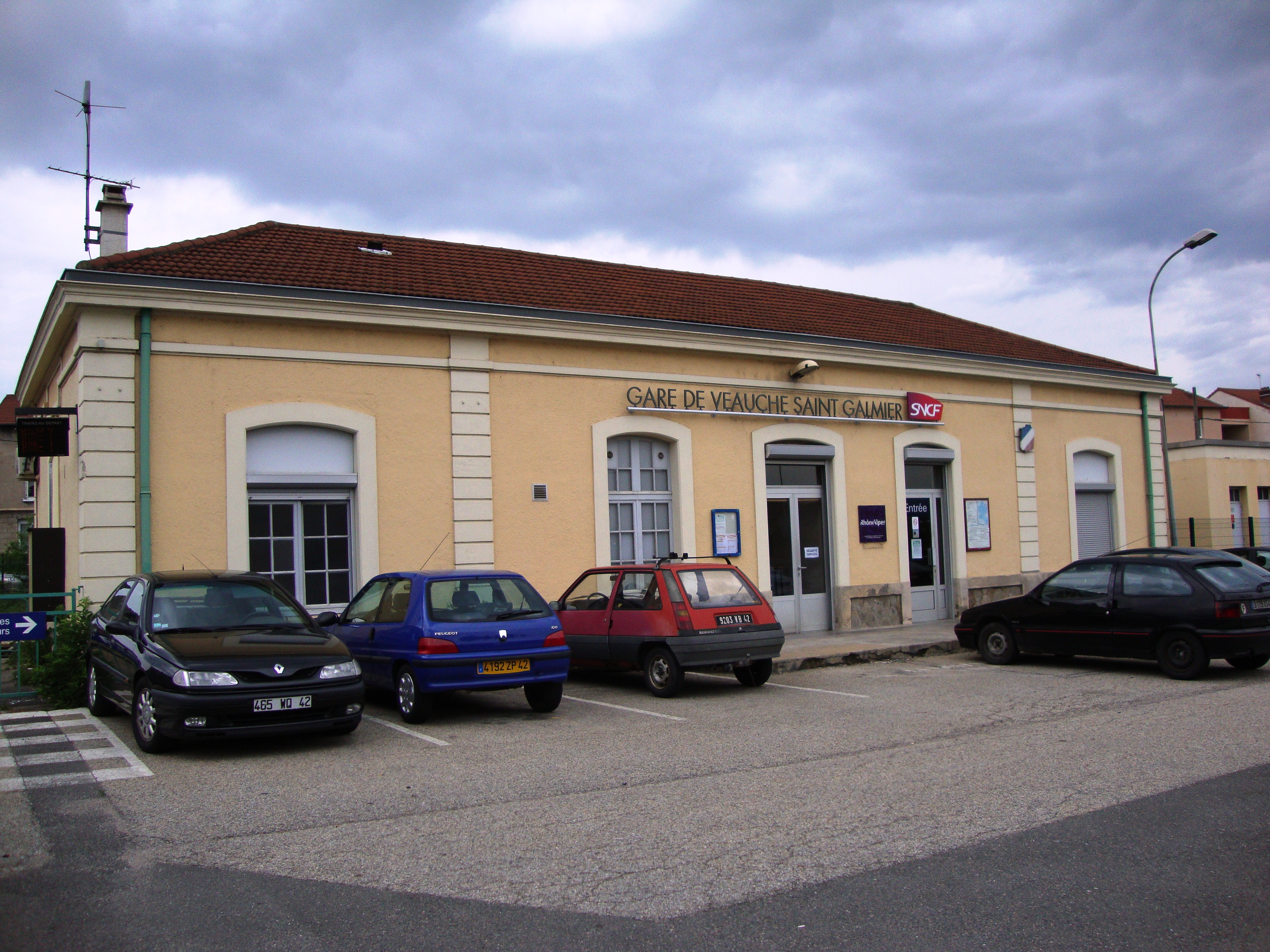
Gare de Veauche - Saint-Galmier.
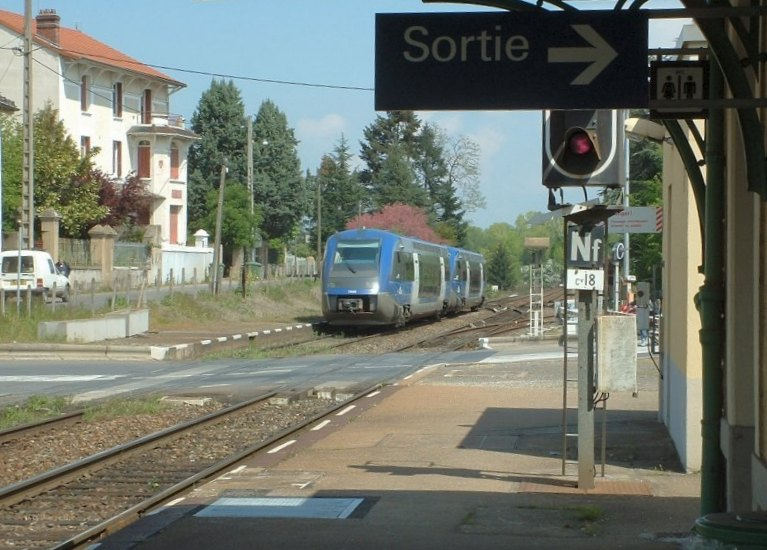
Train TER en gare de Veauche - Saint-Galmier.
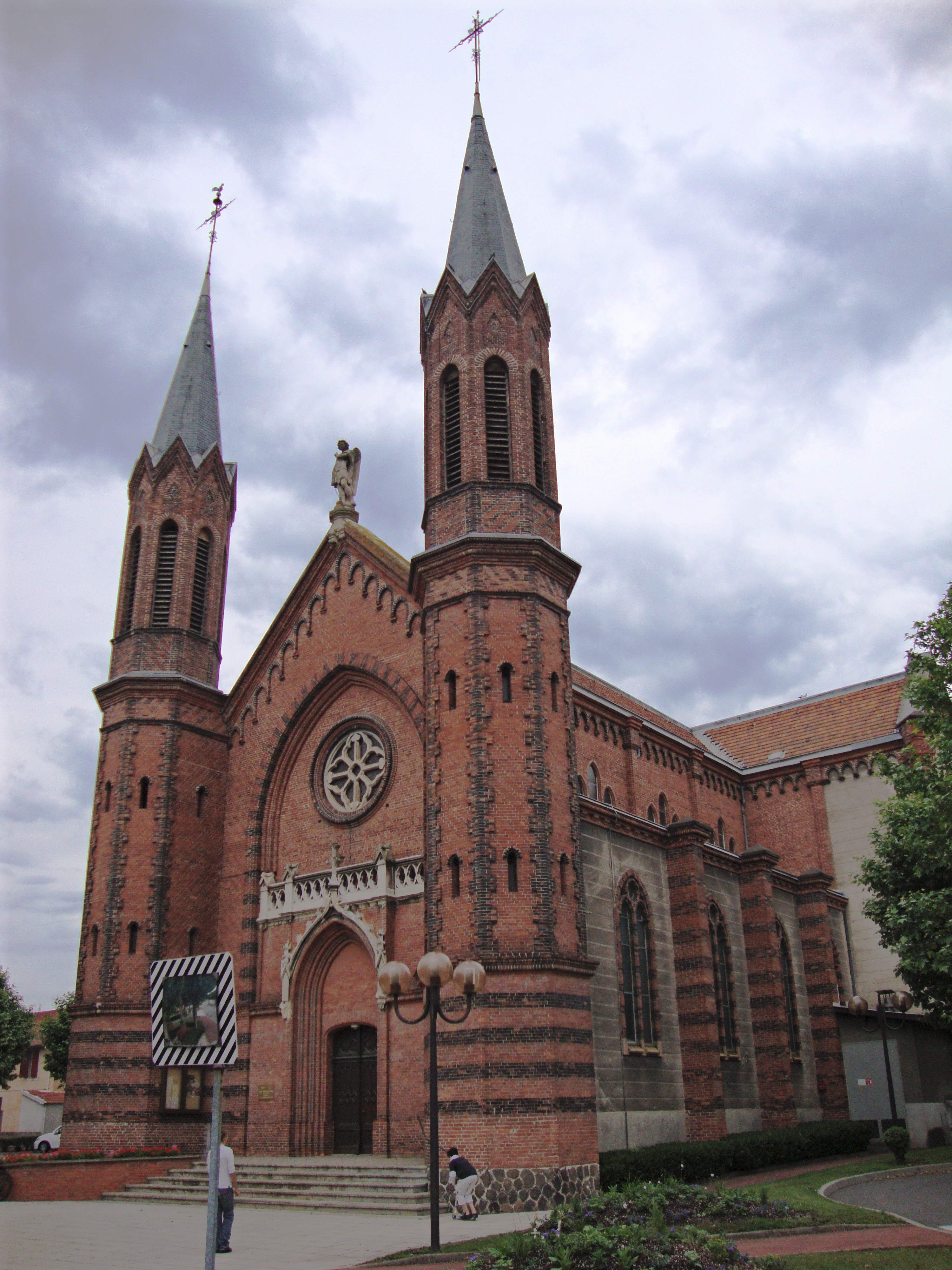
Église de Saint-Laurent-de-Veauche.
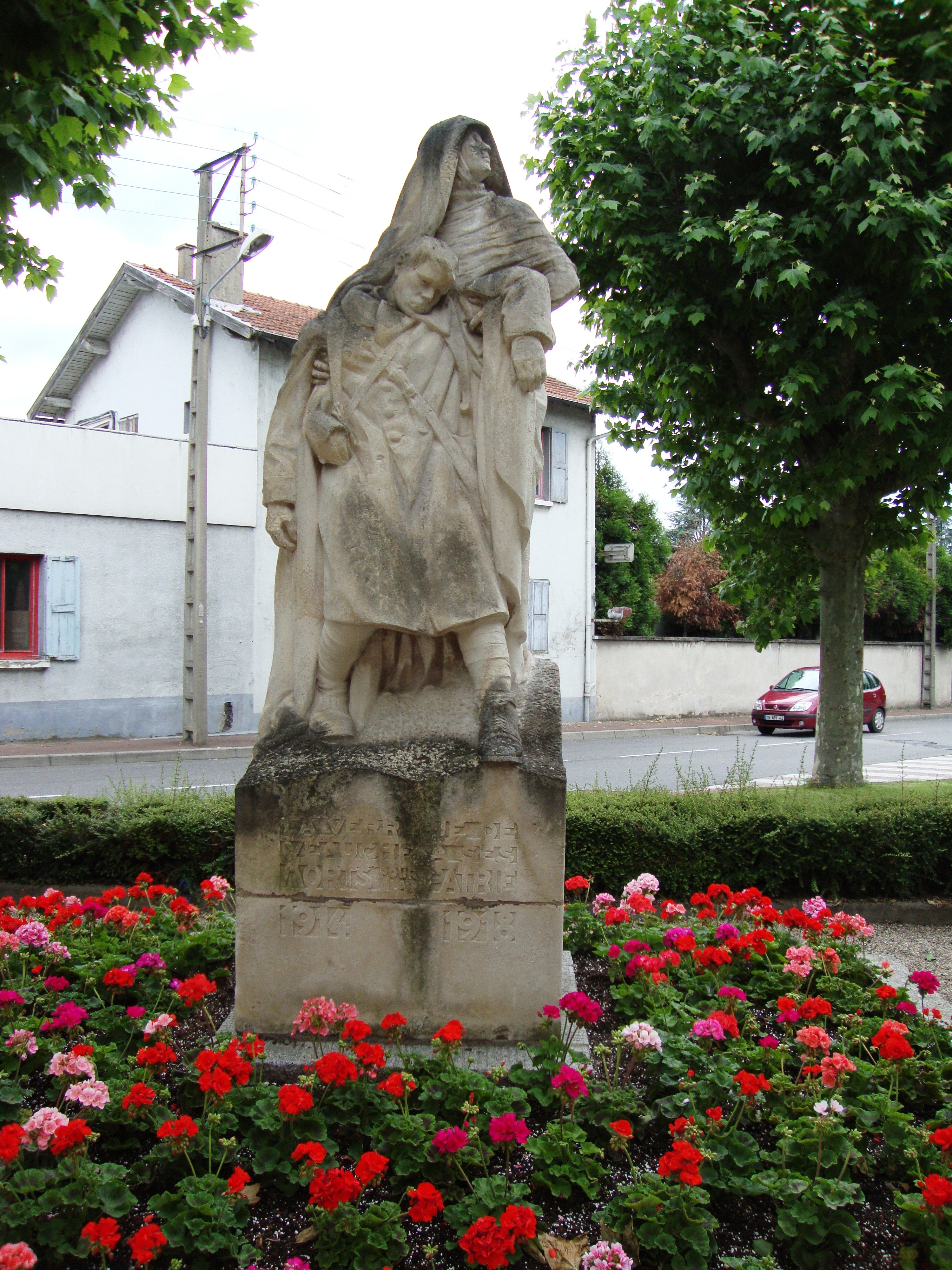
Monument aux morts à Saint-Laurent-de-Veauche.

### Personnalités liées à la commune
- Antoine Gérin (1769-1848), député de la Loire de 1827 à 1830, est décédé à Veauche.
- Geoffroy Guichard (1867-1940), fondateur du Groupe Casino a ouvert la première succursale de Casino à Veauche en 1898.
- Antoine Guichard (1926-2013), petit-fils du précédent, dirigeant du Groupe Casino. Le collège de Veauche porte son nom.
- Henri Bayard (1927-2017), maire de Veauche de 1972 à 1995, conseiller général du canton de Saint-Galmier et député de la Loire de 1976 à 1993, est né à Veauche.
- Françoise Héritier (1933-2017), anthropologue et ethnologue, est née à Veauche.
- Robert Salen (1935-2012), ancien footballeur, champion de France avec l'AS Saint-Etienne, formé à l'ES Veauche, est décédé à Veauche.
- Roger Rivière (1936-1976), cycliste, habitait et s'est marié à Veauche. Une rue de la commune porte son nom.
- Noël Crozier (1947-), pilote de camion, est né à Veauche.
- Paul Salen (1949-), député de la Loire de 2011 à 2017, est né à Veauche.
- Christian Synaeghel (1951-), ancien footballeur, champion de France avec l'AS Saint-Etienne, a travaillé à Veauche[21].
- Laurent Batlles (1975-), ancien footballeur, joue en amateur à l'ES Veauche. [Quand ?]
- Christophe Landrin (1977-), ancien footballeur, joue en amateur à l'ES Veauche.[Quand ?]

### Jumelages
- Neu-Isenburg (Allemagne) depuis 1969, en partenariat avec la commune d'Andrézieux-Bouthéon.
- Nuevo Baztán (Espagne) depuis 2010.

### Héraldique
|  | Les armoiries de Veauche se blasonnent ainsi : Parti : au 1er d'azur au dauphin de gueules, barbé, crêté, loré, oreillé et peautré d'or, au 2e coupé d'or et de gueules. |